# Silene colorata
La silene acolorida (Silene colorata) és una espècie de la família de les cariofil·làcies oriünda del mediterrani.

## Etimologia
- Silene: no es coneix ben bé d'on prové el nom. O bé prové del mot grec síalon (saliva, baba) el que al·ludiria a la viscositat pròpia d'alguna de les espècies,[3] o bé pot provindre de Sileni, un personatge de panxa prominent que es mantenia embriagat i qui va ser el preceptor de Dionís, ja que bona part de les flors d'aquest gènere tenen el calze "panxut".[4]
- colorata: paraula llatina que significa acolorat.[5]

## Ecologia i distribució
Pastures de poca cobertura i port dominat per teròfits efímers i desenvolupats sobre sòls pertorbats, poc estructurats i secs o poc nitrificats.
Es pot trobar arreu de la Mediterrània, al Nord de l'Iran, Aràbia i Canàries (Lanzarote), i a tota la península Ibèrica excepte el nord.

## Descripció
Teròfit de 15–60 cm amb tiges erectes o ascendents, densament vellut. Fulles de fortament espatulades a linears, cèries, velloses o puberulentes. Flors en monocasis, rares vegades solitàries. Bràctees generalment ovades, les inferiors en general més curtes que els pedicels. Els pedicels de les flors inferiors mesuren 12–25 mm. El calze 10–15 mm, enterament puberulent o puberulent i vellós preferentment en els nervis. Aquests, en general no estan anastomitzats. Corol·la amb pètals unguiculats, els llimbs dels quals estan bipartits, en general de color rosat, a vegades blanc. L'ungla té el nervi mitjà de la cara abaxial escabre cap a l'àpex. L'androceu amb 10 estams i el gineceu amb ovari súper i sobre un ginòfor. Floreix de gener a juny. El fruit és una càpsula d'uns 6–10 mm, subcilíndrica o ovoïdal. Les llavors són menudes (0,6x1,7 mm), planes, de marge ondulat, reticulades i, a vegades, lleugerament equinulades. El seu nombre cromosòmic és 2n = 24.

## Usos
S'ha utilitzat per a tenyir. Les flors proporcionen un color groc a la llana, utilitzant com a mordent alum. També es pot emprar com a ornamental, no necessita moltes atencions i es resembra amb facilitat.

### Agronòmics
S'ha estudiat aquesta espècie per atraure a Chrysoperla carnea, gran depredador a les zones mediterrànies d'àfids i altres insectes xicotets. Per aquesta raó és una de les plantes recomanades per formar part de les cobertures dels cultius llenyosos com ara l'olivera.

## Galeria

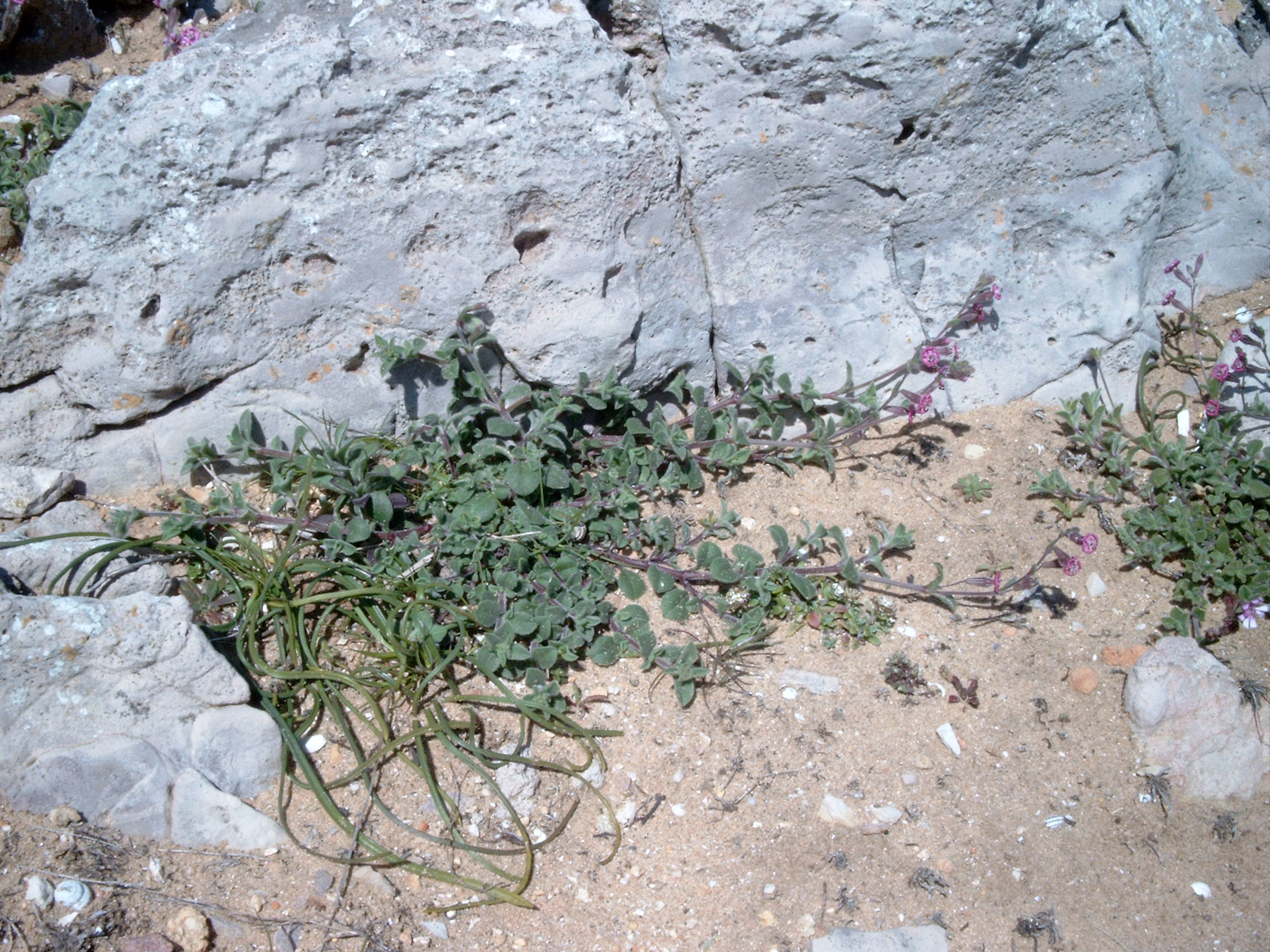
Hàbitat natural: sòl arenós
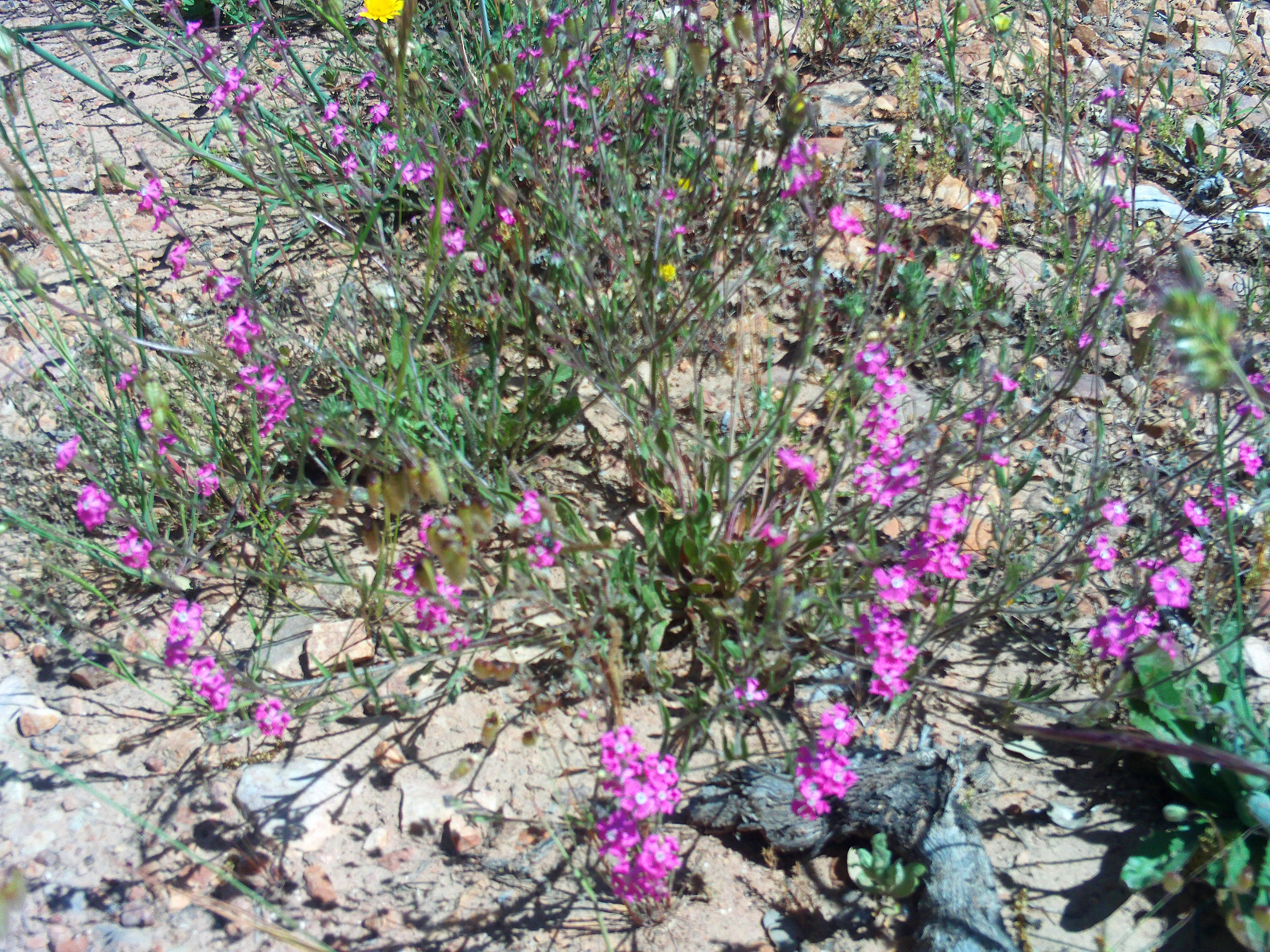
Hàbitat natural: pastures teròfites
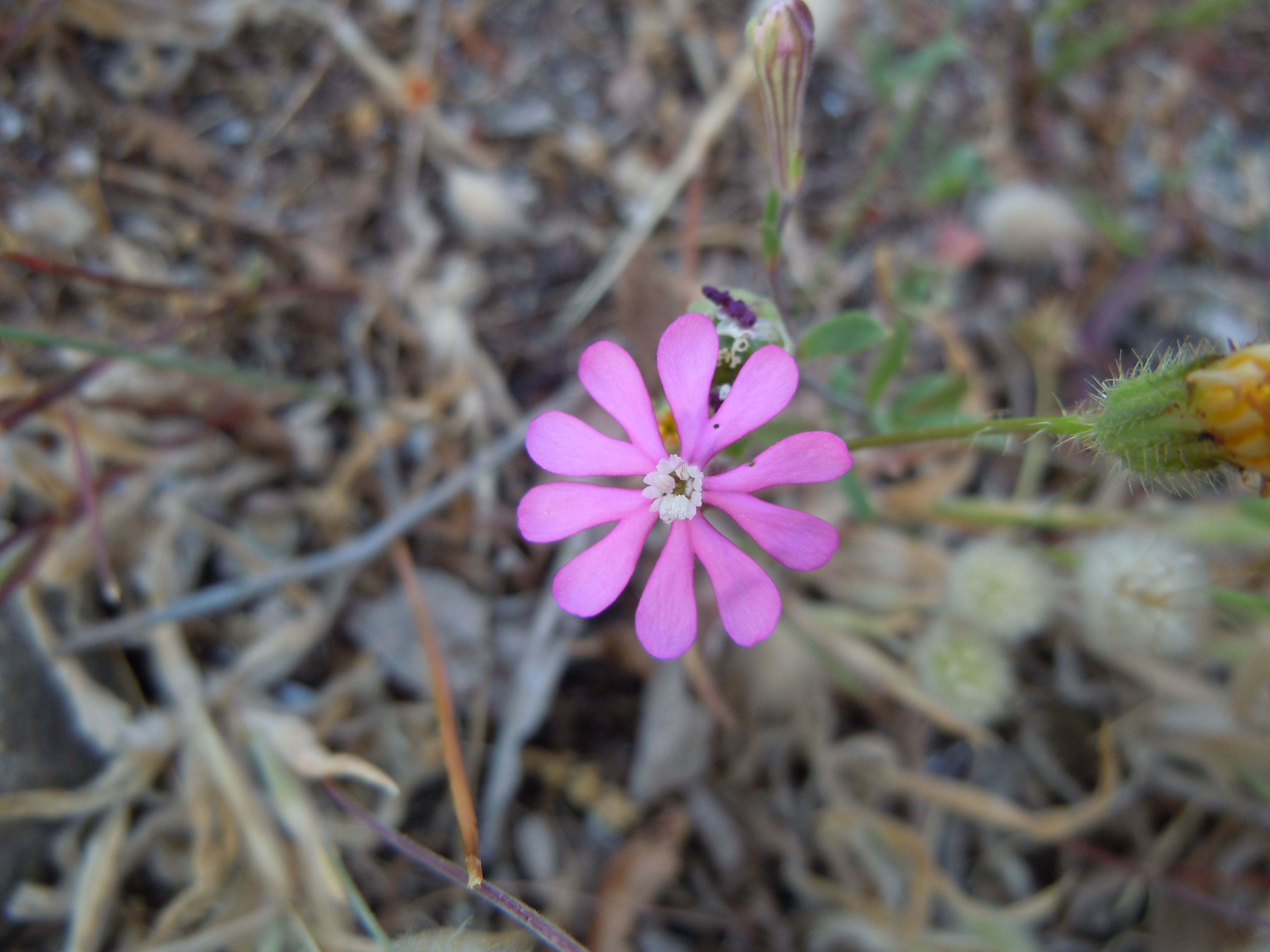
Corol·la
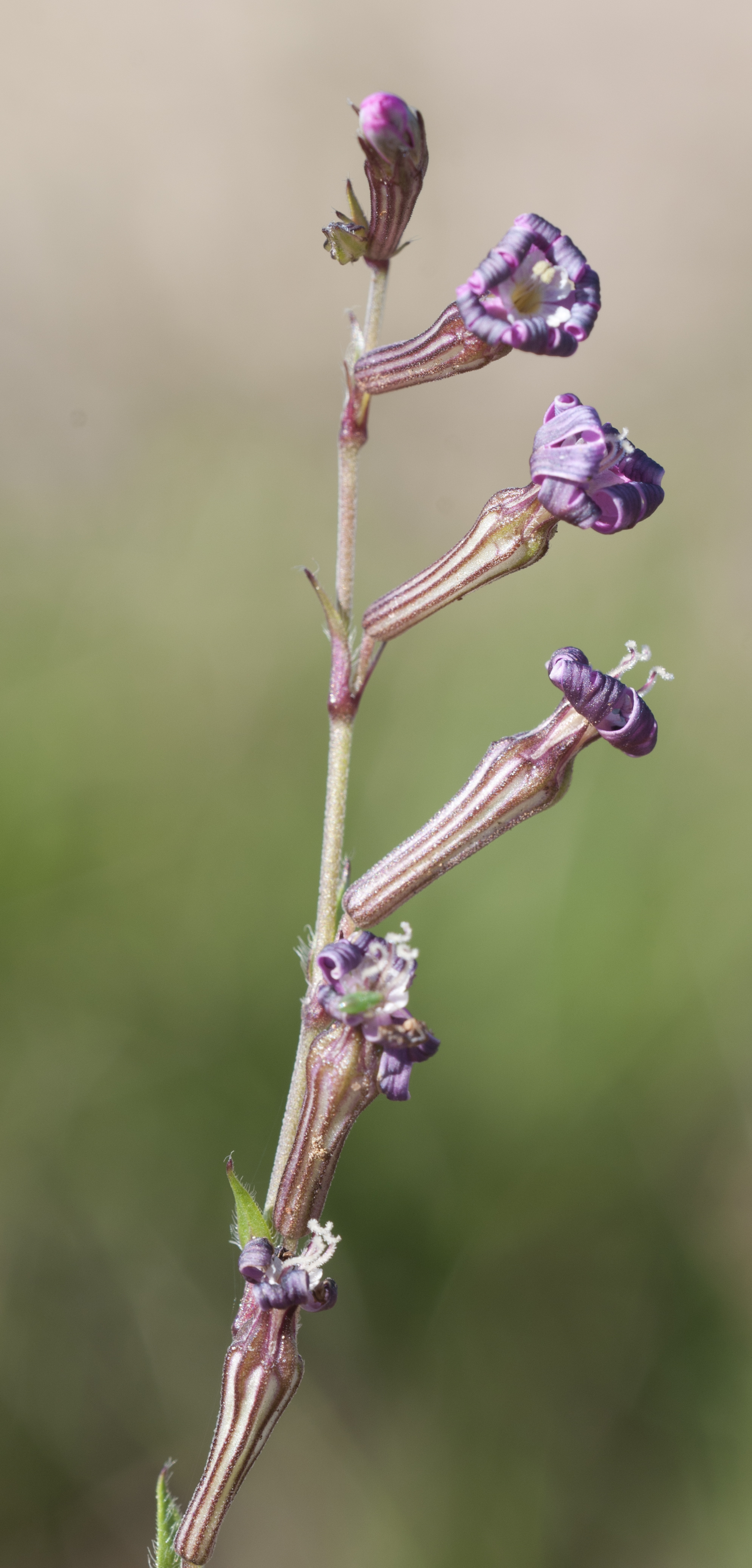
Monocasi
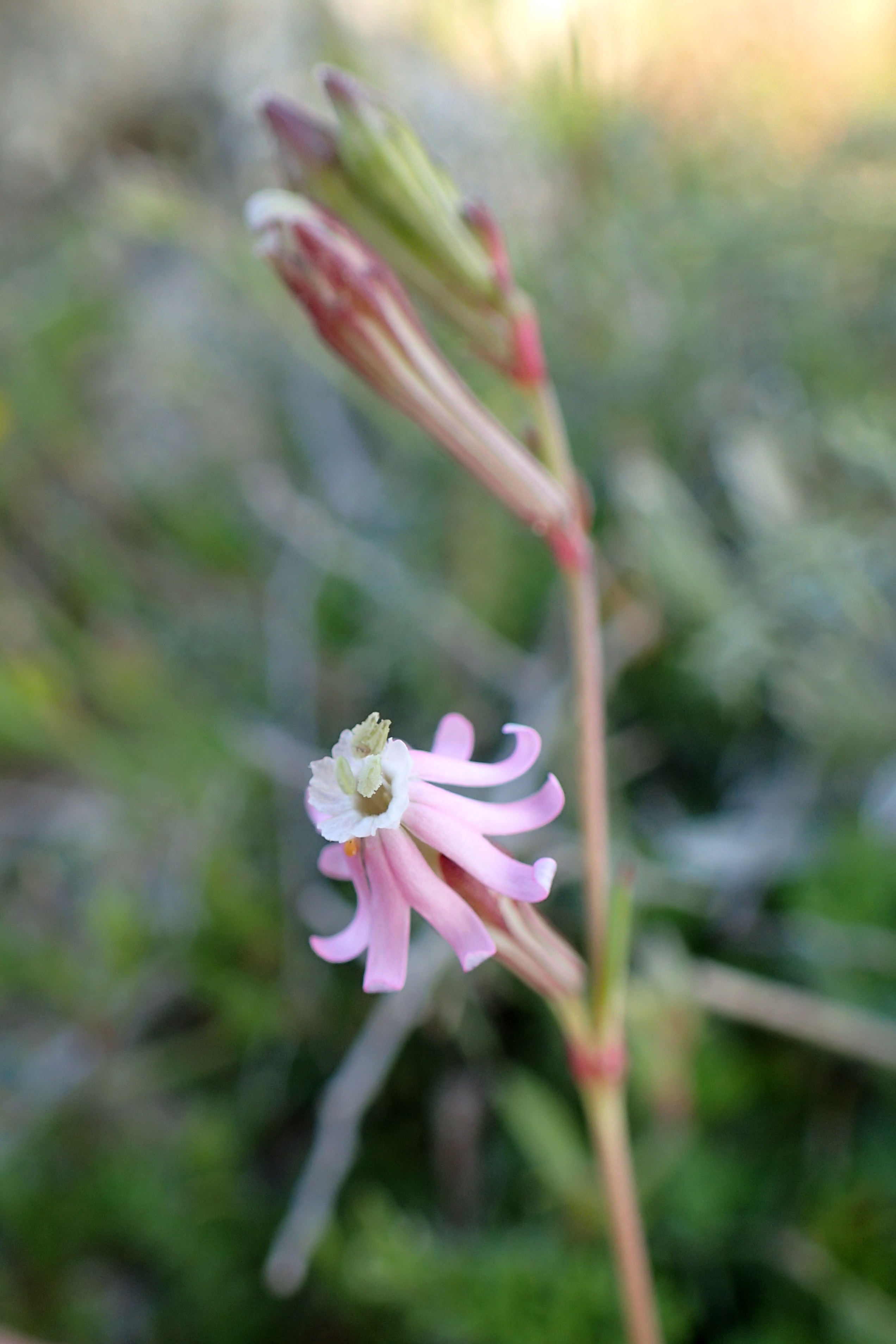
Monocasi
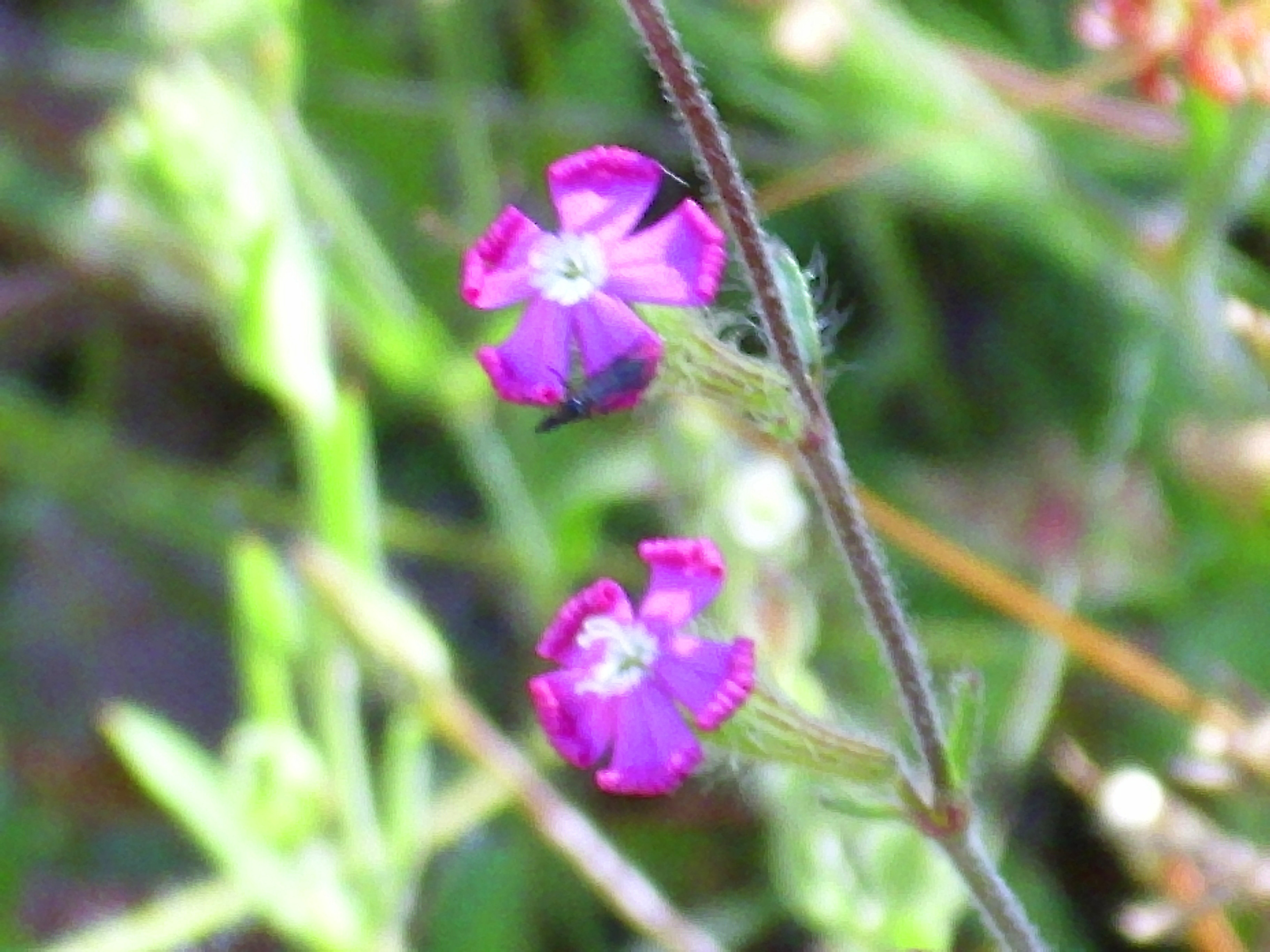
Flors
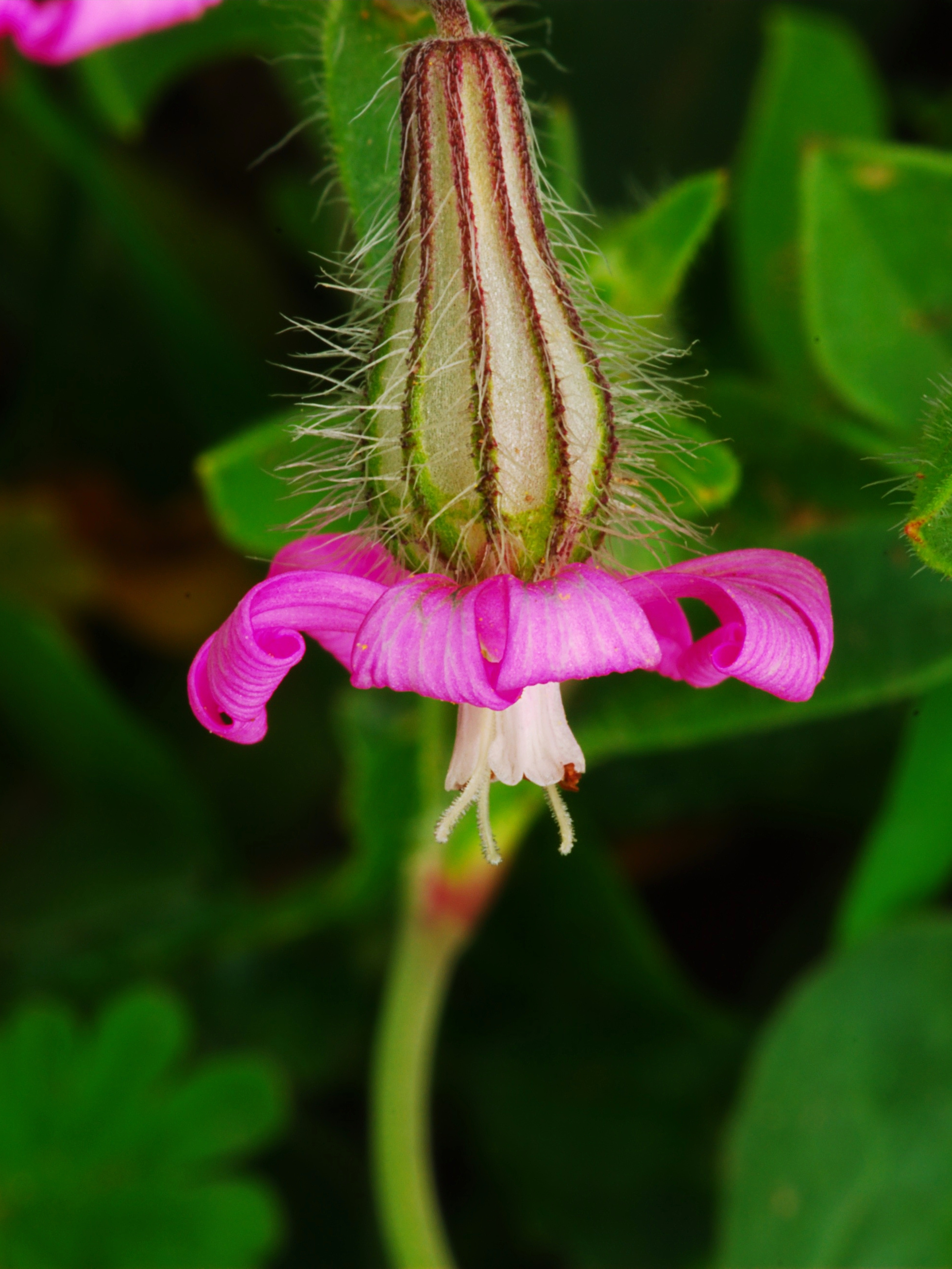
Detall de la flor